# Adolf Miethe

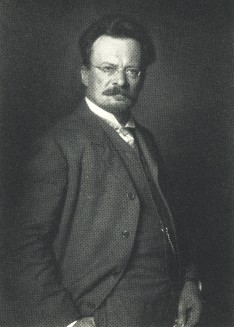
Adolf Miethe in 1905

Adolf Miethe (Potsdam, 25 april 1862 - Berlijn, 5 mei 1927) was een Duits scheikundige die betrokken was bij de ontwikkeling van de kleurenfotografie en het flitslicht.